# Beavis and Butt-head: Bunghole in One
Beavis and Butt-head: Bunghole in One — аркадный мини-гольф по мотивам американского мультипликационного сериала Бивис и Баттхед, созданного Майком Джаджем. Игра была разработана компанией Illusions Gaming Company и издана GT Interactive 31 декабря 1998 года.
В СНГ игра была локализована и распространялась пиратской компанией Фаргус под названием «Гольф для тупых» и шла на одном диске с игрой Beavis and Butt-head in Virtual Stupidity (в пиратском переводе «Бивас и Батхед виртуальное отупение»).

## Обзор игры
Игра представляет собой самый обычный аркадный мини-гольф. В игре 18 полей, все они выполнены в стиле сериала Бивис и Баттхед. Есть такие локации из мультфильма, как дом, «Мир бургеров», кабинет директора МакВикера.
На одном компьютере может играть до 4 человек. В игре представлены 6 персонажей, которых можно выбрать для игры — это Бивис, Баттхед, Тодд, МакВикер, Ван Дриссен и Том Андерсон.

## Оценки
Bunghole in One получила отрицательные отзывы. Британский журнал Computer and Video Games поставил игре 1 балл из 10, IGN поставил игре 4.4 из 10. В целом на сайте GameRankings с учётом нескольких рецензий игра имеет средний балл 39.20%.